# Красная Горка (Нуримановский район)
Кра́сная Го́рка (баш. Ҡыҙылъяр) — село, административный центр Нуримановского района Республики Башкортостан и Красногорского сельсовета в его составе.

## Географическое положение
Находится на левом берегу реки Уфа в 26 км к югу от Павловки, в 60 км к северо-востоку от города Уфа (50 км от промзоны) и в 44 км к северо-западу от Аши.
Через село проходит автодорога Уфа — Иглино — Павловка, на восток отходит местная дорога в Никольское, Новый Субай, Первомайск.
Имеется пристань. В 43 км к югу находится ж.-д. платформа Чуваш-Кубово на линии Уфа — Челябинск.

## История
Основано ясачными татарами на вотчинных землях башкир деревни Борюс (ныне Старобирючево) Ельдякской волости Казанской дороги. Впервые упоминается под названием Красный Яр в договоре о припуске от 1731 года. В 1858 году на тех же условиях здесь поселились тептяри из Мензелинского уезда.
В 1865 году в селе имелись 195 дворов, мечеть, 2 водяные мельницы, 6 торговых лавок. Жители занимались земледелием, скотоводством, пчеловодством.
В 1906 зафиксировано 2,5 тыс. человек, имелось 2 мечети, 2 кузницы, 2 конные крупорушки, 3 калачных заведения, 2 мануфактурные и 3 бакалейные лавки, столовая, чайная, пристань; проводились ярмарки.
С начала XX века село носит современное название. В кон. XIX — нач. XX вв. существовал выселок Чебаклы.
Административный центр Нуримановского района с 1933 года. Вновь стало центром Нуримановского района 30 декабря 1966 года.

## Население
| 1959 | 1970  | 1979  | 1989  | 2002  | 2009  | 2010  | 2021  |
| ---- | ----- | ----- | ----- | ----- | ----- | ----- | ----- |
| 3548 | ↘3451 | ↗3869 | ↘3619 | ↗4071 | ↘3980 | ↗4280 | ↗4776 |

В 1865 году — 1077 чел., 1906 г. — 2,5 тыс. чел., 1920 г. — 3,2 тыс. чел., 1939 г. — 3,9 тыс. чел..
Национальный состав (2010): татары — 46,4 %, башкиры — 38,3 %, русские — 8,6 %, марийцы — 4,8 %.
Согласно переписи 2020 года, преобладающие национальности — татары (45 %), башкиры (35 %), русские (11,9 %), марийцы (4,5 %).

## Инфраструктура
М.Б.О.У СОШ, Детская школа искусств, 2 детских сада, ДЮСШ, районная больница, поликлиника, частная стоматология, районный дом культуры, районная и детская библиотеки, краеведческий музей, физкультурно-оздоровительный комплекс, ЗАГС, Дом пионеров и школьников, 4 мечети.

## Религия
Мечети
- Мечеть Рашид

## Известные уроженцы
- Галин, Фанур Зуфарович (1 ноября 1947 - 27 ноября 2017) — доктор химических наук (1993), профессор, Заслуженный деятель науки РБ, член-корреспондент АН РБ.
- Мифтахов, Сагит Мифтахович (1907—1942) — драматург, погиб на фронте.
- Нусратуллин, Вил Касимович (род. 1946) — советский и российский экономист, доктор экономических наук, профессор.
- Саубанова, Рахима Гильмутдиновна (1914—2002) — актриса театра, народная и заслуженная артистка БАССР[7].
- Шайхутдинов, Гимай Фасхутдинович (1901—1952) — командир батареи 89-го гвардейского артиллерийского полка, Герой Советского Союза (1944).
- Гайфутдин Гафиятович А́скин (10 октября 1924 года — 1 октября 2007 год) — командир орудия 43-го гвардейского артиллерийского полка (15-я гвардейская стрелковая дивизия, 5-я гвардейская армия, 1-й Украинский фронт), гвардии сержант. Герой Советского Союза.